# Eleições legislativas no Vietnã em 2007
As eleições legislativas de 2007 no Vietnã ocorreram no dia 20 de Maio de 2007.
Nestas eleições foram eleitos os 493 deputados da Assembleia Nacional pelos cerca de 85 milhões de Vietnamitas. Esta assembleia tem sido dominada pelo Partido Comunista e prevê-se que assim continue, uma vez que a grande maioria dos candidatos pertence a este partido. Dos 876 candidatos só 150 não estão inscritos naquele partido. 493 destes candidatos eram mulheres.

## Resultados
Segundo dados oficiais, a afluência às urnas foi de quase 100%.
Dos 493 deputados agora eleitos 153 são apresentados pelos organismos centrais do Estado e Governo e os restantes 340 pelas províncias e cidades.
A grande maioria dos deputados eleitos fazem parte do partido comunista vietnamita, o que, de resto, já era esperado.
87 deputados representam as minorias étnicas, dos quais apenas 43 não são membros do partido comunista. Entre os deputados estarão 123 mulheres, o que faz do Vietnam o líder asiático em número de mulheres no parlamento, representando estas 27,31% dos assentos.
A 12ª Legislatura toma posse em Julho de 2007 e estará em funções até 2012.